# صنايع زرهي بني هاشم (مقاطعة دورود)
صنايع زرهي بني هاشم (بالفارسية: صنایع زرهی بنی‌هاشم) هي قرية تقع في قسم حشمت‌آباد الريفي (مقاطعة دورود) في إيران. يقدر عدد سكانها بـ 193 نسمة .